# Talp daurat hirsut
El talp daurat hirsut (Chrysospalax villosus) és una espècie de talp daurat endèmica de Sud-àfrica. Els seus hàbitats naturals són les zones arbustoses temperades, zones herboses temperades, les terres arables, les pastures, les plantacions, els jardins rurals i les zones urbanes. Està amenaçat per la pèrdua d'hàbitat.